# 基什切希
基什切希，是匈牙利佐洛州所辖的一个村，总面积11.43平方公里，总人口173，人口密度15.1人/平方公里（2010年1月1日）。